# Till the World Ends
"Till the World Ends" (en valencià: Fins que el món s'acaba) és una cançó de gèneres dance-pop i electropop de la cantant Britney Spears. És el segon senzill per al sèptim àlbum d'estudi titulat Femme Fatale, i va ser escrita pel cantant Kesha en especial per Britney. Va ser llançat en 4 de març de 2011. Va arribar al nº1 dels 40 Principals español el 27 d'agost de 2011

## Llista de cançons
- Digital download[1]

1. "Till the World Ends" – 3:58

- Digital download – remixes[2]

1. "Till the World Ends" – 3:58
2. "Till the World Ends" (Bloody Beatroots Extended Remix) – 4:06
3. "Till the World Ends" (White Sea Extended Club Remix) – 4:50
4. "Till the World Ends" (Kik Klap Radio Remix) – 3:41
5. "Till the World Ends" (Alex Suarez Radio Remix) – 3:56
6. "Till the World Ends" (Friscia and Lamboy Club Remix) – 9:57
7. "Till the World Ends" (Varsity Team Radio Remix) – 4:15
8. "Till the World Ends" (Karmatronic Extended Club Remix) – 6:47

- German CD single[3]

1. "Till the World Ends" – 3:57
2. "Till the World Ends" (Instrumental) – 3:57